# Унско-сански кантон
Унско-санският кантон (на босненски: Unsko-sanski kanton; на хърватски: Unsko-sanska županija; на сръбски: Унско-сански кантон или Unsko-sanski kanton) е един от 10-те кантона на Федерация Босна и Херцеговина, Босна и Херцеговина. Намира се в северозападната част на страната и заема площ от 4125 км² или 8,2 % от нейната територията. Наречен е на двете реки, които протичат през него – Уна и Сана. Административен център на Уско-санския кантон е Бихач. Населението на кантона е 273 261 души (по преброяване от октомври 2013 г.).
Кантонът има добри комуникационни връзки със съседна Хърватия и със страните от Западна Европа. Железопътната линия „Уна“ e най-пряката връзка на хърватските градове Сплит, Задар, Шибеник и Загреб.
Релефът на кантона представлява ниски планини и полета, алувиални равнини и котловини. Унско-санският кантон има умерено-континентален климат.

## Административно деление
Кантона се състои се от 8 общини:

## Население
- 273 261 (2013)

### Етнически състав
(2013)
- 246 012 (90,02%) – бошняци
- 8452 (3,09%) – сърби
- 5073 (1,85%) – хървати
- 13 724 (5,04%) – други